# 勝間田清一
勝間田 清一（かつまた せいいち、1908年〈明治41年〉2月11日 - 1989年〈平成元年〉12月14日）は、日本の政治家。日本社会党委員長、政審会長、国対委員長、衆議院副議長を歴任した。企画院事件の左派官僚。正三位勲一等旭日大綬章。

## 来歴・人物

### 生い立ち
静岡県御殿場市出身。勝間田氏は遠江国榛原郡勝間田庄（現在の牧之原市）の国人（領主）だったが、1476年、今川義忠に反旗を翻して敗れ、一族は四散した。その末裔は細々と農業を行い暮らしを立てており、清一が生まれたときも実家は養蚕などを営む農家だった。御殿場実業学校（現：静岡県立御殿場高等学校）を経て、宇都宮高等農林学校（現：宇都宮大学）に進学し、さらに京都帝国大学（現：京都大学）へと進んだ。宇都宮時代に、マルクス主義に触れ、社会主義的思想を持ったという。
1931年京都帝国大学農学部卒業後、財団法人協調会に就職し、やがて内閣調査局に移り、そこで和田博雄と知り合った。内閣調査局はやがて企画院へと発展し、そこの調査官となった。1941年、大政翼賛会組織部九州班長に就任するが、企画院事件に連座して、検挙される。

### 政治家として
1947年総選挙に社会党から立候補して初当選し、片山内閣では経済安定本部総務長官に任命された和田博雄の秘書官を務めた。和田が社会党に入党すると、和田派に属し、社会党分裂時も和田とともに左派社会党に属した。
以後、和田派の重鎮として活躍し、1955年10月左右・革新統一の日本社会党の結成で国会対策委員長に就任。1958年、和田が政策審議会長を解任されると、和田の後任として政策審議会長を務めた。
1967年、和田が政界を引退すると、和田派を継承した。同年8月19日、健康保険特例法案の賛否を巡り、佐々木更三委員長が委員長を辞任すると、佐々木派の支持で委員長に就任した。佐々木の後継委員長には江田三郎が名乗りを上げており、江田を委員長にしたくない佐々木が勝間田を後継に指名したとされる。委員長に就任した勝間田は、委員長自ら市民と対話する総対話運動を行った。
1968年の参院選で、社会党は獲得議席が30議席を割る敗北を喫した。勝間田は責任をとってわずか1年で委員長辞任を余儀なくされた（後任には自身と同じ当選同期の成田知巳が就任）。
勝間田は党内では理論家として知られており、社会主義理論委員会事務局長として、「日本における社会主義への道」の策定に尽力している。その後、プロレタリア独裁を肯定するなど教条主義的な言動が目立ったが、1978年に社会主義理論センター初代所長に就任すると、今度は「日本における社会主義への道」の見直しに着手するなど、党の方針によって、彼の理論は二転三転した。
1983年に衆議院副議長に選出され、1986年に政界を引退した。
1986年、社会党委員長経験者として初めて、勲一等旭日大綬章を受章。
1989年12月14日死去。81歳没。
国立国会図書館憲政資料室には彼の談話の録音速記録が残され、公開されている。

### 評価
戦後を代表する左翼の一人である勝間田の骨格は理論から出来ていたため、リベラルに迎合するマスコミ受けはしなかった。委員長としても大衆的な人気が出ず功績を残せないまま辞任を余儀なくされた。革新官僚として昭和研究会に参画し、企画院事件で挫折させられてきた経歴が彼の政治的な誠実さになったことで社会党以外のシンパも多かった。
社会主義協会派が、当初推し進めたソ連型の平和革命路線から、後年は、西欧型社会主義路線に転換し、日本社会党の新宣言という綱領策定の中心的役割を果たした。この新宣言の民主的な議会による改革路線は、アメリカ社会党の消滅の歴史の轍を踏むような危機を回避している。
勝間田や大内秀明らが構想した改革路線は、土井たか子の社民党宣言後、村山富市連立内閣発足時に、新社会党の分裂があったが、欧米の多元的な社会民主主義運動へと軸足を展開する社会民主党内の左派系の潮流として一定の影響力を存続させている。
また、社会主義理論家としての勝間田は、ドイツ民主共和国（東ドイツ）のマルティン・ルター大学から名誉博士号を授与されたこともあり、旧東独のアカデミーとは言え、国際的にも認められている。

### KGBのスパイ
ソ連から米国へ亡命した元KGBスパイであるスタニスラフ・レフチェンコの証言によると、勝間田はGAVRというコードネームを持つKGB工作員であったとされた。また元KGBのワシリー・ミトロヒンが亡命時に持ち出した極秘資料（ミトロヒン文書）によりこの証言が裏付けられた。
もっとも、元ソ連共産党国際部日本課長のイワン・コワレンコは、ソ連国家保安委員会（KGB）少佐のスタニスラフ・レフチェンコを「精神的に問題がある嘘つき」と非難している。亡命したＫＧＢエージェントは、ＣＩＡの対日工作に利用される向きも否定できない。問題のミトロヒン文書は、ロシア革命以降からゴルバチョフ時代までの冷戦時代の英米との諜報戦、CIAの対日工作に対抗し、日本の中立化勢力と接触したソ連時代の諜報活動が主であった。この文書も、FSBの秘密情報の解除と異なり、今なおマスコミからは、その真偽やゴルバチョフ政権の意図も含め詳細な報道や継続的な調査が必ずしも一致していない。

### その他
- 三里塚闘争の開始当初、社会党が三里塚芝山連合空港反対同盟を支援していたことから、勝間田も現地入りして演説したほか[3]、一坪地主や立木トラストにも名を連ねた[4][5]。

- 勝間田は、内閣調査室の企画院事件で検挙された左派官僚で、終戦直後の社会党の党活動に直接関わっていなかった。このため、1947年の衆院選立候補に際して、社会党静岡県本部から勝間田の立候補に反対する意見が出された。駿東郡下の社会党公認候補として、立候補の要請が駿東郡選出の神成県議から社会党県連合会に出されると、東部の役員から猛烈な抗議が出されたのである。しかし、旧労農党出身で県本部会選挙対策委員長の青嶋今治の尽力によって公認を獲得している。見事当選を果たした勝間田は、和田博雄安本長官の秘書官となって、活躍した。